# 克里斯蒂娜·格里戈拉什 (赛艇运动员)
克里斯蒂娜·格里戈拉什（羅馬尼亞語：Cristina Grigoraș，1990年4月25日—）生于胡希，是一名罗马尼亚女子赛艇运动员。她在2007年世界青年赛艇锦标赛获得个人首个国际主要比赛奖牌。她运动生涯参加的唯一一届奥运是2012年夏季奥林匹克运动会，当时她联同队友在女子八人单桨有舵手项目上获得第四名。2013年，她在韩国忠州进行的世界赛艇锦标赛上收获女子八人单桨有舵手亚军，这是她运动生涯唯一一枚世锦赛奖牌。